# 王小同
王小同（1955年—），浙江温州人，汉族，中华人民共和国政治人物、第十一届全国人民代表大会浙江地区代表。
毕业于温州医学院医疗系。加入民革。担任温州市人大常委会副主任、温州医学院康复系主任。2008年起担任全国人大代表。